# Serica evidens
Serica evidens är en skalbaggsart som beskrevs av Willis Blatchley 1919. Serica evidens ingår i släktet Serica och familjen Melolonthidae. Inga underarter finns listade i Catalogue of Life.